# طالب موسى
طالب موسى (1 يوليو 1978) هو لاعب شطرنج إماراتي. ويُعتبر أول لاعب شطرنج دولي إماراتي وأول من حصل على لقب أستاذ كبير في الإمارات وذلك في عام 2004. فاز ببطولة الشطرنج الإماراتية عام 2001 و2003.
في عام 2005 حصل على رعاية كبيرة بقيمة 5.7 مليون درهم.

## روابط خارجية
- طالب موسى على موقع الاتحاد الدولي للشطرنج (الإنجليزية)
- طالب موسى على موقع مباريات الشطرنج (الإنجليزية)
- طالب موسى على موقع 365Chess.com (الإنجليزية)
- طالب موسى على موقع Chesstempo.com (الإنجليزية)
- طالب موسى سجل أولمبياد الشطرنج على موقع OlimpBase.org (الإنجليزية)
- طالب موسى في 365Chess.com